# Plaus
Plaus, németül: Plaus, település Olaszországban, Bolzano autonóm megyében. Lakosainak száma 751 fő (2023. január 1.). Plaus Naturno, Lagundo és Parcines községekkel határos.

## Népesség
A település népességének változása:
| Lakosok száma | 721  | 712  | 751  |
|               | 2017 | 2018 | 2023 |